# Ozotypoides granulatus
Ozotypoides granulatus là một loài bọ cánh cứng trong họ Tenebrionidae. Loài này được Z. Kaszab miêu tả khoa học đầu tiên năm 1982.